# Complex activat
Un complex activat en química es defineix per la IUPAC (International Union of Pure and Applied Chemistry) com "aquell conjunt d'àtoms, que correspon a una regió arbitrària infinitament petita en o prop de la col (punt de sella) d'una superfície d'energia potencial" (that assembly of atoms which corresponds to an arbitrary infinitesimally small region at or near the col (saddle point) of a potential energy surface). En altres paraules, es refereix a una col·lecció d'estructures intermèdies en una reacció química que persisteix mentre els enllaços químics es trenquen i es formen nous enllaços. Per tant, no representa un estat definit, sinó més aviat una gamma de configuracions transitòries.
És subjecte d'estudi de la teoria de l'estat de transició - també coneguda com la teoria del complex activat - la qual s'estudia en la cinètica química de les reaccions que passen a través d'estats intermedis definits segons l'energia lliure de Gibbs. Δ‡ G °.
El complex activat sovint es confon amb l'estat de transició i així es fa servir de manera intercanviable en molts llibres. No obstant això, es diferencia de l'estat de transició en què l'estat de transició representa només la configuració més alta energia potencial dels àtoms durant la reacció, mentre que el complex activat es refereix a totes les configuracions dels àtoms que passen a través de la transformació dels reactius als productes. En termes d'energia lliure, el complex activat representa tots els estats energètics d'entre les energies lliures dels reactius, l'estat de transició, i els productes. Això es pot veure en termes d'una coordenada de reacció, on l'estat de transició és la configuració molecular en el pic del diagrama, mentre que el complex activat es pot referir a qualsevol punt al llarg del continuum.